# Liste der Todesopfer der Rote Armee Fraktion
Die Liste der Todesopfer der Rote Armee Fraktion enthält alle 33 von der linksextremistischen Terrororganisation Rote Armee Fraktion (RAF) getöteten Personen. Bei einem weiteren Todesfall  wird die Täterschaft vermutet und gelegentlich mitgezählt, ist aber nicht gesichert.
| Datum              | Ort                      | Opfer (Alter)                                                               | Ereignis |
| ------------------ | ------------------------ | --------------------------------------------------------------------------- | --- |
| 22. Oktober 1971   | Hamburg                  | Norbert Schmid (32), Polizist                                               | Beim Festnahmeversuch erschossen. |
| 22. Dezember 1971  | Kaiserslautern           | Herbert Schoner (32), Polizist                                              | Bei einem Banküberfall erschossen. |
| 2. März 1972       | Hamburg                  | Hans Eckhardt (50), Polizist, Leiter der SOKO „Baader/Meinhof“ in Hamburg   | Bei der Festnahme von Manfred Grashof und Wolfgang Grundmann schwer verletzt, am 22. März 1972 im Krankenhaus verstorben. |
| 11. Mai 1972       | Frankfurt am Main        | Paul A. Bloomquist (39), US-Offizier                                        | Beim Bombenanschlag auf das Hauptquartier des V. US-Corps getötet. |
| 24. Mai 1972       | Heidelberg               | Clyde R. Bonner (29), US-Soldat                                             | Beim Bombenanschlag auf das Hauptquartier der US-Streitkräfte in Europa getötet. |
| 24. Mai 1972       | Heidelberg               | Ronald A. Woodward (26), US-Soldat                                          | Beim Bombenanschlag auf das Hauptquartier der US-Streitkräfte in Europa getötet. |
| 24. Mai 1972       | Heidelberg               | Charles L. Peck (23), US-Soldat                                             | Beim Bombenanschlag auf das Hauptquartier der US-Streitkräfte in Europa getötet. |
| 24. April 1975     | Stockholm                | Andreas von Mirbach (44), Militärattaché                                    | Während der Geiselnahme von Stockholm erschossen. |
| 24. April 1975     | Stockholm                | Heinz Hillegaart (64), Wirtschaftsattaché                                   | Während der Geiselnahme von Stockholm erschossen. |
| 7. Mai 1976        | Sprendlingen (Hessen)    | Fritz Sippel (22), Polizist                                                 | Bei einer Personenkontrolle erschossen. |
| 7. April 1977      | Karlsruhe                | Siegfried Buback (57), Generalbundesanwalt                                  | Vom „Kommando Ulrike Meinhof“ erschossen. |
| 7. April 1977      | Karlsruhe                | Wolfgang Göbel (30), Fahrer                                                 | Vom „Kommando Ulrike Meinhof“ erschossen. |
| 7. April 1977      | Karlsruhe                | Georg Wurster (43), Leiter der Fahrbereitschaft der Bundesanwaltschaft      | Vom „Kommando Ulrike Meinhof“ erschossen. |
| 30. Juli 1977      | Oberursel                | Jürgen Ponto (53), Vorstandssprecher der Dresdner Bank AG                   | Bei einer versuchten Entführung in seinem Haus erschossen. |
| 5. September 1977  | Köln                     | Heinz Marcisz (41), Fahrer                                                  | Bei der Schleyer-Entführung erschossen. |
| 5. September 1977  | Köln                     | Reinhold Brändle (41), Polizist                                             | Bei der Schleyer-Entführung erschossen. |
| 5. September 1977  | Köln                     | Helmut Ulmer (24), Polizist                                                 | Bei der Schleyer-Entführung erschossen. |
| 5. September 1977  | Köln                     | Roland Pieler (20), Polizist                                                | Bei der Schleyer-Entführung erschossen. |
| 22. September 1977 | Utrecht                  | Arie Kranenburg (46), niederländischer Polizist                             | Bei Festnahmeversuch von Knut Folkerts erschossen. |
| 18. Oktober 1977   | Elsass                   | Hanns Martin Schleyer (62), Arbeitgeberpräsident                            | Als Geisel bei der Schleyer-Entführung erschossen. |
| 24. September 1978 | Dortmund                 | Hans-Wilhelm Hansen (26), Polizist                                          | Bei dem Versuch der Festnahme von Angelika Speitel, Michael Knoll und Werner Lotze durch abgegebene Schüsse tödlich verletzt. |
| 1. November 1978   | bei Kerkrade             | Dionysius de Jong (19), niederländischer Zollbeamter                        | Bei einer Passkontrolle von Rolf Heißler und Adelheid Schulz ermordet. |
| 1. November 1978   | bei Kerkrade             | Johannes Petrus Goemans (24), niederländischer Zollbeamter                  | Bei einer Passkontrolle von Rolf Heißler und Adelheid Schulz ermordet. |
| 19. November 1979  | Zürich                   | Edith Kletzhändler (56), Hausfrau                                           | Bei einem Schusswechsel nach einem Bankraub durch einen Querschläger getötet. In Gerichtsverfahren war nicht zu klären, ob der tödliche Schuss von den Tätern oder von Polizisten abgegeben wurde. Wird in einigen Quellen als 34. Todesopfer gezählt. |
| 1. Februar 1985    | Gauting                  | Ernst Zimmermann (55), Industrieller                                        | Vom „Kommando Patsy O'Hara“ ermordet. |
| 8. August 1985     | Wiesbaden                | Edward Pimental (20), US-Soldat                                             | Bei der Vorbereitung des Sprengstoffanschlages auf die Rhein-Main Air Base erschossen. |
| 8. August 1985     | Frankfurt am Main        | Frank Scarton (20), US-Soldat                                               | Beim Sprengstoffanschlag auf die Rhein-Main Air Base ermordet. |
| 8. August 1985     | Frankfurt am Main        | Becky Jo Bristol (25), Zivilangestellte                                     | Beim Sprengstoffanschlag auf die Rhein-Main Air Base ermordet. |
| 9. Juli 1986       | Straßlach                | Karl Heinz Beckurts (56), Physiker und Manager                              | Durch einen Sprengsatz ermordet. |
| 9. Juli 1986       | Straßlach                | Eckhard Groppler (42), Fahrer                                               | Durch einen Sprengsatz ermordet. |
| 10. Oktober 1986   | Bonn                     | Gerold von Braunmühl (51), Ministerialdirektor im Auswärtigen Amt           | Vom „Kommando Ingrid Schubert“ erschossen. |
| 30. November 1989  | Bad Homburg vor der Höhe | Alfred Herrhausen (59), Vorstandssprecher der Deutschen Bank                | Durch einen Sprengsatz ermordet. |
| 1. April 1991      | Düsseldorf               | Detlev Rohwedder (58), Manager und Politiker, Präsident der Treuhandanstalt | Von einem Scharfschützen erschossen. |
| 27. Juni 1993      | Bad Kleinen              | Michael Newrzella (25), GSG-9-Beamter                                       | Beim GSG-9-Einsatz in Bad Kleinen von Wolfgang Grams erschossen. |